# ویلهلم مولترر
ویلهلم مولترر (انگلیسی: Wilhelm Molterer؛ زادهٔ ۱۴ مهٔ ۱۹۵۵) یک سیاست‌مدار اهل اتریش است.